# (36785) 2000 SN12
2000 SN12 (asteroide 36785) é um asteroide da cintura principal. Possui uma excentricidade de 0.15344080 e uma inclinação de 6.38538º.
Este asteroide foi descoberto no dia 20 de setembro de 2000 por LINEAR em Socorro.